# Philodromus cinerascens
Philodromus cinerascens är en spindelart som beskrevs av O. Pickard-Cambridge 1885. Philodromus cinerascens ingår i släktet Philodromus och familjen snabblöparspindlar. Inga underarter finns listade i Catalogue of Life.